# 迪布羅瓦 (卡明-卡希爾斯基區)
51°44′19″N 25°7′49″E / 51.73861°N 25.13028°E
迪布羅瓦（羅馬化：Dibrova）是烏克蘭的村落，位於該國西部沃倫州，由卡明-卡希尔斯基区負責管轄，始建於1946年，面積1.01平方公里，海拔高度153米，2001年人口222，人口密度每平方公里219.15人。